# Kalinga (Inde)
Pour les articles homonymes, voir Kalinga.

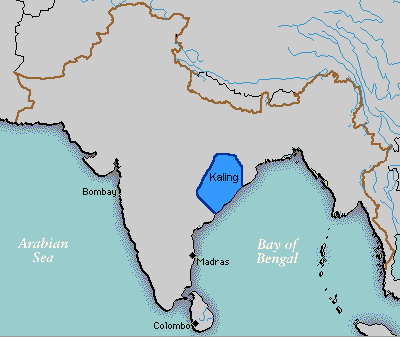
Le Kalinga vers -261.

Le Kalinga (oriya : କଳିଙ୍ଗ, sanskrit : कलिङ्ग, télougou : కళింగ) était un royaume antique du centre-est de l'Inde.
Il occupait une région fertile qui s'étendait du Gange au Godavari et du golfe du Bengale à Amarkantak, et qui correspond grosso modo à l'État moderne d'Odisha.
Le Kalinga est probablement l'une des premières monarchies parlementaires. Il fut conquis par Mahapadma, qui fonda la dynastie Nanda au IVe siècle avant notre ère. Après la chute de cette dynastie, le Kalinga se sépara du Magadha, un royaume de l'empire Nanda. Le royaume fut ensuite annexé par l'empire Maurya sous le règne d'Ashoka à la suite de la sanglante guerre du Kalinga en 261 avant notre ère.
Avec les ports de Kakinada, Vishakhapatnam, Chicacole et Ganjam, et les villes de Rajahmundry et Vizianagaram, le Kalinga faisait du commerce maritime avec la Birmanie. Sa richesse était liée aux richesses alluviales et halieutiques du lac côtier Chilika, largement ouvert sur le golfe du Bengale.